# Cheryl Maas
Cheryl Maas (* 28. September 1984 in Uden) ist eine niederländische Snowboarderin. Sie startet in den Freestyledisziplinen.

## Werdegang
Maas nimmt seit 2004 Wettbewerben der Ticket to Ride World Snowboard Tour teil. Dabei erreichte sie in der Saison 2005/06 mit dem dritten Platz im Slopestyle beim Roxy Chicken Jam USA in Park City ihre erste Podestplatzierung. Ihr erstes FIS-Weltcuprennen fuhr sie im September 2005 in Valle Nevado, welches sie auf den 31. Platz auf der Halfpipe beendete. Im Januar 2006 errang sie bei den Burton European Open in Laax den dritten Platz auf der Halfpipe und den zweiten Platz im Slopestyle. Bei ihrer ersten Olympiateilnahme 2006 in Turin belegte sie den 11. Rang auf der Halfpipe. Im April 2006 gewann sie im Slopestyle beim Roxy Chicken Jam in St. Moritz. Die Saison beendete sie auf den ersten Platz in der World Snowboard Tourgesamtwertung. Zum Beginn der folgenden Saison errang sie den zweiten Platz im Slopestyle beim Roxy Chicken Jam in Kaprun. Es folgten in der Saison weitere Top-Zehn-Platzierungen. In der Tourgesamtwertung kam sie auf den dritten Platz. Im Dezember 2007 gewann sie im Slopestyle beim Roxy Chicken Jam in Kaprun. In der Saison 2009/10 belegte sie den zweiten Platz im Slopestyle beim Horsefeathers Pleasure Jam in Schladming und beim Roxy Chicken Jam Europe in Saalbach. Bei der Winter Dew Tour in Breckenridge im Dezember 2010 erreichte sie den dritten Platz im Slopestyle. Im Februar 2012 kam sie bei den Snowboard-Weltmeisterschaften in Oslo auf den vierten Platz im Slopestyle. Im selben Monat belegte sie beim Roxy Snow Pro 2012 in Saalbach den zweiten Platz im Slopestyle.
Zu Beginn der Saison 2013/14 holte Maas beim FIS-Weltcuprennen in Cardrona mit dem dritten Platz im Slopestyle ihre erste Weltcuppodestplatzierung. Es folgten in der Saison ein zweiter Platz im Slopestyle beim Snowboard Jamboree und FIS-Weltcuprennen in Stoneham und ein zweiter Platz im Big Air Wettbewerb beim Community Cup in Keystone. Bei den Olympischen Winterspielen 2014 in Sotschi errang sie den 20. Platz im Slopestyle. Die Saison beendete sie auf den dritten Platz in der FIS-Freestylewertung und den zweiten Rang in der Slopestylewertung. Im Dezember 2014 belegte sie beim FIS-Weltcuprennen in Istanbul den dritten Platz im Big-Air Wettbewerb. Ihre ersten Weltcupsiege holte sie im Februar 2015 im Big Air und im Slopestyle in Stoneham und im Slopestyle in Park City. Beim letzten FIS-Weltcuprennen der Saison 2014/15 in Špindlerův Mlýn gewann sie erneut im Slopestyle und beendete die Saison auf den ersten Platz in der Big Air Wertung, der Slopestylewertung und im Freestyleweltcup. Im Januar 2016 errang sie bei den Winter-X-Games 2016 in Aspen den achten Platz im Slopestyle. Bei den X-Games Oslo 2016 in Oslo holte sie die Goldmedaille im Big Air-Wettbewerb. Im März 2016 wurde sie Dritte im Slopestyle bei den Burton US Open in Vail. In der Saison 2016/17 kam sie im Weltcup fünfmal unter die ersten und erreichte damit den 15. Platz im Freestyle-Weltcup. Bei den Winter-X-Games 2017 wurde sie jeweils Siebte im Big Air und im Slopestyle und bei den X-Games Norway 2017 in Hafjell Siebte im Slopestyle und Vierte im Big Air. Bei den Snowboard-Weltmeisterschaften 2017 in Sierra Nevada errang sie den siebten Platz im Big Air Wettbewerb. In der Saison 2017/18 wurde sie Achte im Big Air bei den X-Games Norway 2018 und belegte bei den Olympischen Winterspielen 2018 in Pyeongchang den 23. Platz im Slopestyle sowie den 20. Rang im Big Air. Bei den Snowboard-Weltmeisterschaften im folgenden Jahr in Park City wurde sie Vierte im Slopestyle.